# 神事相撲
神事相撲（しんじすもう）とは、相撲の形態の一つ。

## 概要
相撲は日本の宗教である神道と密接なつながりがある。古い例では、神龜2年（725年）に諸国が凶作に見舞われ、聖武天皇は伊勢神宮をはじめ21社に神明加護の祈願を行った。すると翌年は豊作になったため、諸社において相撲を奉納したという。その後、神社における祭事においては、相撲、舞楽、流鏑馬、競馬（くらべうま）などが行われるようになる。これらの祭事は、天下泰平・子孫繁栄・五穀豊穣・大漁等を願うことも多く、そこでは、占いとしての意味も持つ場合もあり、二者のどちらが勝つかにより、五穀豊穣や豊漁を占う。そのため、勝負の多くは1勝1敗で決着するようになっている。和歌山県、愛媛県大三島の一人角力の神事を行っている神社では稲の霊と相撲し霊が勝つと豊作となるため常に負けるものなどもある。場合によっては、不作、不漁のおそれがある土地の力士に対しては、あえて勝ちを譲ることもある。また、土中の邪気を払う意味の儀礼である四股は重視され、神事相撲の多くではこの所作が重要視されている。陰陽道や神道の影響も受けて、所作は様式化されていった。

## 神事相撲の例
- 春日大社 - 相撲節会の事例を受け、11月27日夜、10番相撲をとった。この際、雅楽が合わせて奏された[3][2]。
- 上賀茂神社 - 9月9日、神明の儀に続いて10番相撲をとった[4][2]。
- 住吉大社 - 9月13日、相撲16番をとった。このうち3番は童相撲であった[5][2]。
- 松尾神社 - 8月1日、八朔祭にあわせて相撲が披露された[2]。
- 香取神社 - 10月28日の神事相撲は三祭の一つとされた[6][2]。
- 鹿島神社 - 9月9日の大宮祭において、小童相撲3番取った。現在も子供相撲として行われている[7][2]。
- 諏訪神社 - 5月6日、相撲20番をとった[8][2]。